# باریستا (فیلم)
باریستا یک فیلم مستند آمریکایی، محصول سال ۲۰۱۵، به کارگردانی راک بایژنات است. این فیلم پنج باریستا را دنبال می‌کند؛ درحالی‌که برای مسابقات قهرمانی باریستای ایالات متحده در سال ۲۰۱۳ آماده می‌شوند. باریستا اولین قسمت از یک مجموعه سریالی است. بینندگان این مستند با نوشیدنی‌های روزمره، فرهنگ و صنعت سنتی نوشیدنی‌ها مانند آبجو و شراب آشنا می‌شوند. امتیاز فروش و توزیع فیلم توسط ساموئل گلدوین فیلمز شد.